# Might and Magic IX
Might and Magic IX — компьютерная ролевая игра, созданная компанией New World Computing для Windows и изданная компанией 3DO в 2002 году. Является девятой частью серии Might and Magic, продолжением Might and Magic VIII: Day of the Destroyer. Это первая игра, в которой был проведен значительный пересмотр игрового движка после Might and Magic VI: The Mandate of Heaven 1998 года. В России издана компанией Бука. Основанная на движке Lithtech 1.5, она также стала первой игрой в серии, в которой была полностью трёхмерная графика. Во время производства она была известна под рабочим названием Might and Magic IX: Writ of Fate, и обычно упоминается под этим названием поклонниками серии.
Музыкальный саундтрек написан Полом Энтони Ромеро, Робом Кингом и Стивом Бакой.

## Сюжет
Герои в начале игры оказываются в городе Равенсфорд, в котором под руководством «дедушки» изучают основы игрового процесса. Также они могут наблюдать показательную битву Злобоглаза со Злым Архимагом (в которой, как правило, побеждает первый), а монах демонстрирует опасности, возникающие при открытии сундуков. Далее группа отправляется в порт, чтобы отправиться на корабле в Мендос. Но после отплытия корабль терпит крушение неподалёку от острова Праха (Isle of Ashes). Здесь и начинается приключение.
Главные герои знакомятся с Форадом Даррэ (Forad Darre) и ведьмой Юрса (Yrsa the Troll), которая говорит им о том, что земли Чедиана в опасности: принц Белдонии Тамур Ленг (Tamur Leng) ведет свои войска на захват Чедиана, но есть спасение — это объединение всех ярлов (правителей), с чем могут помочь только главные герои. Форад Даррэ присоединяется к героям.

## Игровой процесс
Игроку доступны с самого начала четыре персонажа, которыми он волен полностью распоряжаться и выбирать их путь развития так, как он посчитает нужным. Также, как и в прошлых сериях игры, доступны NPC-наемники, дополняющие своими способностями базовый отряд игрока. Все наемники делятся на два типа: обязательные для присутствия в отряде и нет. Первые необходимы для выполнения определённых заданий и не могут быть выгнаны из отряда, но они не требуют оплаты. Они покидают и присоединяются игроку только по мере прохождения игры и выполнения заданий.
Вторые же могут быть изгнаны в любой момент и требуют определённую ежемесячную плату за свои услуги. Их можно встретить в различных городах Чедиана, это либо бойцы и маги, которые помогают непосредственно в бою с монстрами, либо владеющие каким либо полезным заклинанием, например «Городской портал», простые жители.

### Характеристики персонажей
Всего в ММIX шесть основных характеристик, значения которых выбираются в самом начале игры. Максимально возможное значение любой характеристики при создании отряда 25 пунктов, впоследствии они могут быть изменены только с помощью различных бочек, колодцев на небольшие величины, либо с помощью чёрного зелья, дающего единоразовое увеличение на 20 пунктов соответствующей характеристики. Временный бонус можно получить от различных предметов экипировки и оружия, причем самые сильные бонусы дают артефакты.
- Мощь (Might) — влияет на урон в ближнем бою, как с оружием так и без него.
- Магия (Magic) — влияет на количество очков маны у всех магических и полумагических классов.
- Выносливость (Endurance) — влияет на количество очков жизни.
- Точность (Accuracy) — определяет шанс попасть по врагу в ближнем или дальнем бою.
- Скорость (Speed) — увеличивает класс брони персонажа и уменьшает время восстановления после атак.
- Удача (Luck) — увеличивает сопротивляемость магическим атакам и уменьшает урон, получаемый от ловушек.

### Расы
Доступных для выбора игрока имеется четыре расы персонажей: человек, полуорк, эльф и дварф. Принципиальных отличий, в виде бонусов и недостатков, влияющих на дальнейший ход игры, расы не имеют. Они различаются только стартовыми значениями основных характеристик и наличием у всех, кроме людей, «сильной» и «слабой» характеристик, которые в нижеприведенной таблице отмечены зелёным и красным цветом соответственно. «Сильная» характеристика повышается на два пункта за одно очко характеристики при создании отряда игрока, «слабая» повышается на один пункт за два очка. Для первоначального распределения доступно десять бонусных очков характеристик.

### Классы
По сравнению с прошлыми частями игр данной серии модель классов персонажей претерпела изменения. Теперь в самом начале игроку доступно для выбора только два класса: боец и посвященный, которые являются корнями боевой и магической ветвей развития персонажей соответственно. По мере прохождения игры игроку предоставляется возможность повысить персонажей после выполнения соответствующих заданий. Всего таких повышений возможно два, при каждом из них есть возможность выбрать класс, до которого будет повышен конкретный персонаж. Задания для второго повышения сложнее, чем для первого. Задания соответствуют классу, например для крестоносца задание будет состоять в возврате украденной бандой разбойников собственности жителей небольшой деревушки, а для лекаря излечение страдающего безумием человека.

### Навыки
Система навыков претерпела изменения, уменьшилось количество навыков вследствие их объединения (более подробно об этом изложено в соответствующих разделах), с перераспределением уровней мастерства по классам. Так же изменились бонусы от уровня мастерства почти у всех основных навыков, коснувшись в основном старших уровней. Изменению не подверглись только собственно уровни мастерства, их так же осталось четыре (Новичок, Эксперт, Мастер, Великий Мастер) и почти все второстепенные навыки, кроме навыка «Алхимия», который в игре больше не представлен.

## Отзывы
| Сводный рейтинг       | Сводный рейтинг |
| Агрегатор             | Оценка          |
| --------------------- | --------------- |
| GameRankings          | 56,05 %         |
| Русскоязычные издания |                 |
| Издание               | Оценка          |
| «Страна игр»          | 7,5/10          |

Журнал «Игромания» назвал Might and Magic IX самой попсовой игрой 2002 года, раскритиковав буквально все её составляющие и констатировав, что она является «хладнокровным выколачиванием денег из преданных фанатов».